# Lithoglyphulidae
Lithoglyphulidae zijn een familie van weekdieren uit de klasse van de Gastropoda (slakken).

## Geslachten
- Dalmatinella Radoman, 1973
- Montenegrospeum Pešić & Glöer, 2013
- Tanousia Servain, 1881